# Света Неделя (Богородица)
Вижте пояснителната страница за други значения на Света Неделя.
„Света Неделя“ или „Свети Великден“ е българска средновековна едноапсидна църква. Намира се на около 1,5 километра югоизточно от село Богородица, част от Неврокопската епархия на Българската православна църква.

## Архитектура
Запазени са останки от църквата, където местното население празнува Великден. Основите на храма са с размери около 10 х 6 метра. Най-добре запазена е източната стена с апсидата. В нея има вградена малка ниша, над която е закрепен железен кръст.
През 2015 година храмът е възстановен из основи.